# Палермо (бухта)
Палермо (Порто-Палермо, алб. Gjiri i Porto-Palermos, Panormus) — бухта Ионического моря на южном побережье Албании, в районе Албанской Ривьеры, к северу от города Саранда, южнее бухт Спилес (Gjiri i Spilesë) и Ламана (Gjiri i Llamanit), к западу от Кепарой и Борши, в 6 км к югу от города Химара. Административно относится к муниципалитету Химара в округе Влёра в области Влёра. Наибольшая глубина 78 м.
Некоторыми исследователями отождествляется с гаванью древнего города Панорм (Панормос, др.-греч. Πάνορμος, лат. Panormus), на юг от Орика. Итальянское название Палермо (итал. Palermo) происходит от древнего названия Панорм.
Бухта является последствием тектонического разлома. С юга бухту отделяет от моря мыс Панорми полуострова Панорми, с запада — мыс Кавадони полуострова Хамало. По берегу бухты проходит национальная дорога SH8.
В центре бухты находится полуостров, который образует бухты Армерида (Gjiri i Armeridhës) на западе и Шен-Никола (Gjiri i Shën Nikollës) на востоке. На полуострове находится форт Палермо, создание которого приписывается Али-паше Тепеленскому.

## Бункер подводных лодок

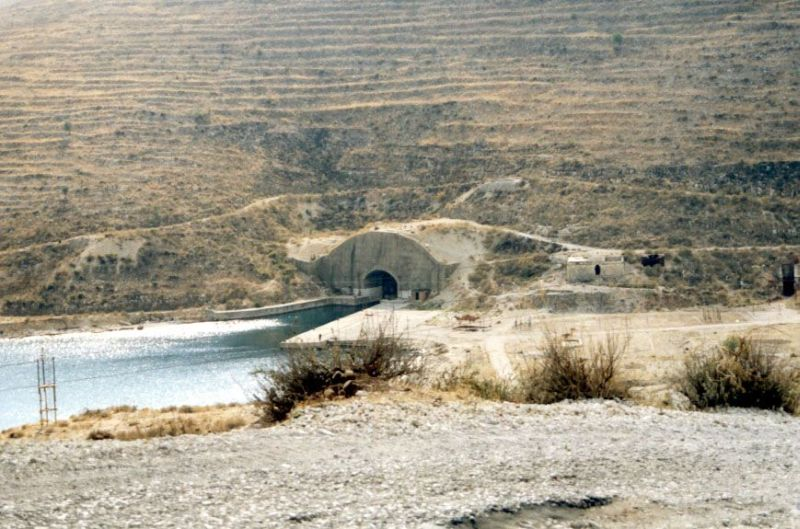
Бункер подводных лодок в заливе Палермо

В скале рядом с фортом вырублен бункер подводных лодок, который использовался Военно-морскими силам Албании. В июне 1961 года после советско-албанского раскола был закрыт созданный совместно с СССР пункт базирования подводных лодок Паша-Лиман в заливе Паша-Лиманит в глубине бухты Дукати залива Влёра. 4 подводные лодки проекта 613 («С-241», «С-242», «С-358», «С-360») и плавучая база подводных лодок проекта 233К «Владимир Немчинов» оставлены Военно-морским силам Албании. С помощью Китая в конце 1960-х годов было начато строительство бункера. Протяженность туннеля составляет более 650 м, высота — 12 метров, а площадь — несколько гектаров.